# ŽBK Dynamo Moscou
Maillots
Le ŽBK Dynamo Moscou (en russe : Женский баскетбольный клуб «Динамо» Москва) est un club féminin russe de basket-ball issu de la ville de Moscou. Le club appartient à la Superligue de Russie soit la plus haute division du championnat russe.
Le club est une section du club omnisports du Dynamo Moscou.

## Historique
Pendant l'été 2012, le club qui doit l'Eurocoupe fait signer Ilona Korstine, Crystal Langhorne, Kristi Toliver Laura Harper, Tatiana Vidmer, Svetlana Abrosimova, Snezana Aleksic, Nadezhda Grishaeva et Irina Sokolovskaya. En 2014, le club est défait par Koursk pour la troisième place du championnat russe, dernière qualificative pour l'Euroligue 2015.

## Palmarès
- Vainqueur de l’EuroCup : 2007, 2014
- Champion de Russie : 1998, 1999, 2000
- Champion d'URSS : (11) 1937, 1938, 1939, 1940, 1944, 1945, 1948, 1950, 1953, 1957, 1958

## Effectif 2013-2014
| Numéro | Nom                   | Née le          | Taille | Nationalité | Poste         |
| 5      | Ekaterina Fedorenkova | 12 août 1993    | 1,78 m | Russie      | Arrière       |
| 6      | Ana Dabović           | 18 août 1989    | 1,89 m | Serbie      | Arrière       |
| 7      | Lindsay Whalen        | 9 mai 1982      | 1,75 m | États-Unis  | Meneuse       |
| 8      | Tatiana Abrikosova    | 28 mai 1989     | 1,89 m | Russie      | Arrière       |
| 9      | Tina Charles          | 5 décembre 1988 | 1,93 m | États-Unis  | Pivot         |
| 10     | Olga Novikova         | 22 février 1994 | 1,79 m | Russie      | Arrière       |
| 11     | Veronika Dorosheva    | 4 mars 1991     | 1,88 m | Russie      | Ailière       |
| 12     | Tatiana Vidmer        | 8 janvier 1986  | 1,91 m | Russie      | Ailière forte |
| 13     | Irina Sokolovskaïa    | 3 janvier 1983  | 1,86 m | Russie      | Ailière       |
| 14     | Anastasia Loginova    | 13 juillet 1990 | 1,87 m | Russie      | Ailière       |
| 15     | Nadezhda Grishaeva    | 2 juillet 1989  | 1,95 m | Russie      | Ailière forte |

Entraîneur :  Vladimir Shtam
Moscou remporte l'Eurocoupe face au Dynamo Koursk par 158 points à 150 (matches aller-retour).

## Effectif 2007-2008

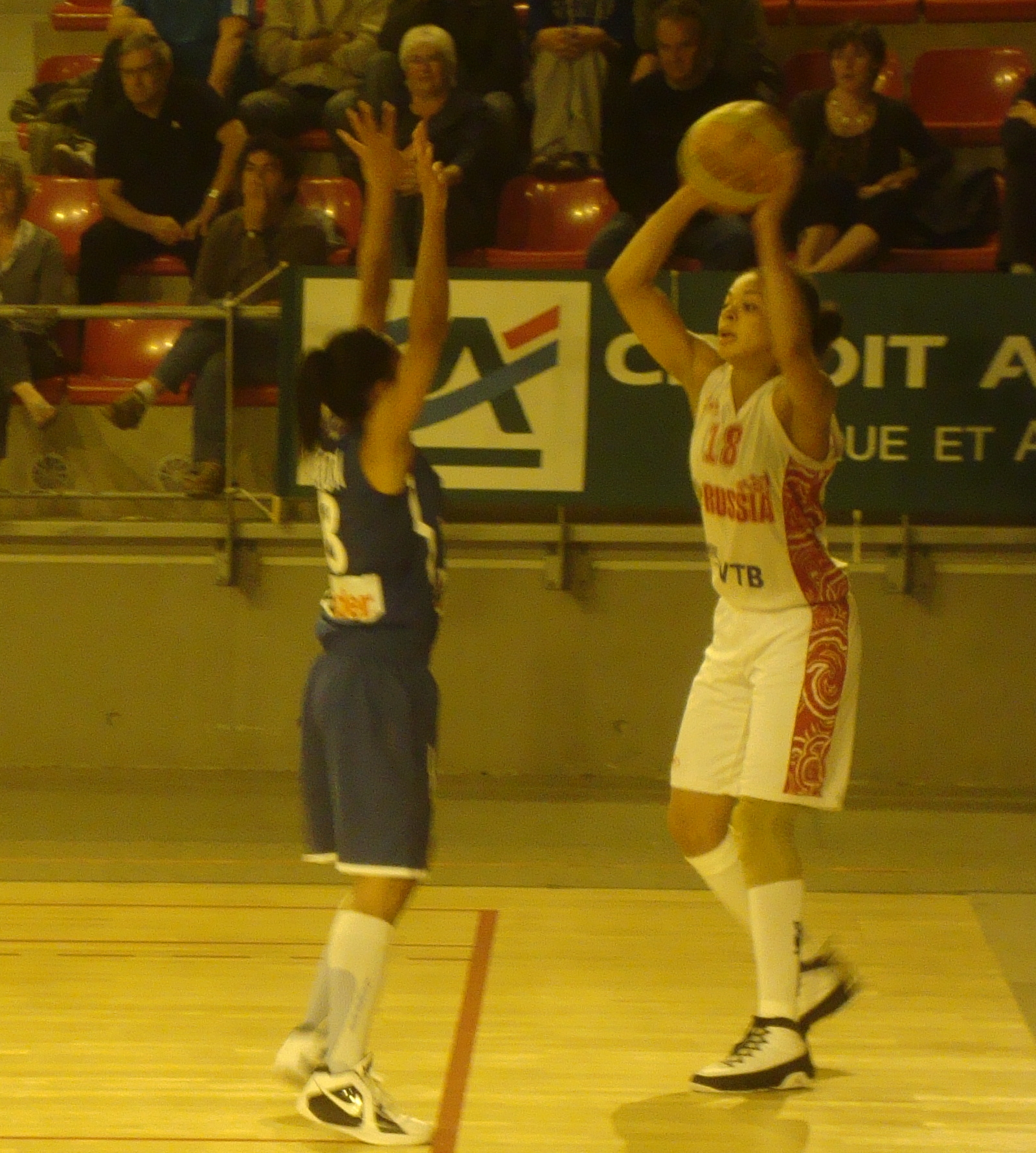
Katerina Keyru (en blanc).

## Effectif 2012-2013
| Numéro | Nom                   | Née le          | Taille | Nationalité   | Poste         |
|        | Ekaterina Fedorenkova | 12 août 1993    | 1,78 m | Russie        | Arrière       |
|        | Viktoriia Sholokhova  | 1er août 1985   | 1,88 m | Russie        | Ailière       |
|        | Tatiana Grigoryeva    | 24 mai 1990     | 1,79 m | Russie        | Meneuse       |
| 4      | Tatiana Vidmer        | 8 janvier 1986  | 1,91 m | Russie        | Ailière forte |
| 6      | Snezana Aleksic       | 14 janvier 1989 | 1,73 m | Monténégro    | Arrière       |
| 7      | Ekaterina Sytnyak     | 19 juin 1982    | 1,84 m | Russie        | Ailière       |
| 8      | Tatiana Abrikosova    | 28 mai 1989     | 1,79 m | Russie        | Arrière       |
| 10     | Ilona Korstine        | 30 mai 1980     | 1,83 m | Russie France | Arrière       |
| 11     | Aleksandra Kostina    | 14 mai 1987     | 1,91 m | Russie        | Pivot         |
| 12     | Veronika Dorosheva    | 4 mars 1991     | 1,88 m | Russie        | Ailière forte |
| 13     | Irina Sokolovskaïa    | 3 janvier 1983  | 1,87 m | Russie        | Ailière       |
| 14     | Nadezhda Grishaeva    | 2 juillet 1989  | 1,95 m | Russie        | Ailière forte |
| 20     | Kristi Toliver        | 27 janvier 1987 | 1,70 m | États-Unis    | Meneuse       |
| 24     | Crystal Langhorne     | 27 octobre 1986 | 1,89 m | États-Unis    | Ailière forte |
| 25     | Svetlana Abrossimova  | 9 juillet 1980  | 1,85 m | Russie        | Ailière       |

Entraîneur :  Vladimir Shtam

## Joueuses célèbres ou marquantes
- Seimone Augustus
- Sue Bird
- Anete Jēkabsone-Žogota
- Oksana Rakhmatulina
- Tatiana Chtchogoleva
- Michelle Snow
- Diana Taurasi
- Natalia Vodopyanova
- Slobodanka Tuvić